# Simpiwe Vetyeka
Simpiwe Vetyeka (* 24. Dezember 1980 in Duncan Village, Ostkap, Südafrika) ist ein südafrikanischer Boxer im Federgewicht. 

## Profi
Am 1. November 2002 gab er erfolgreich sein Profidebüt. Im Februar des Jahres 2005 wurde er bereits afrikanischer Meister. Am 6. Dezember 2013 boxte er gegen den bis dahin ungeschlagenen Chris Johnson (48-0) um den Weltmeistertitel des Verbandes WBA und gewann durch Aufgabe in der 6. Runde. Allerdings verlor er den Gürtel bereits in seiner ersten Titelverteidigung im darauffolgenden Jahr an Nonito Donaire durch „technische Entscheidung“ in Runde 5.